# ゆきうた
『ゆきうた』は、2003年12月19日にFront Wing/Surviveから発売された18禁恋愛アドベンチャーゲーム。

## 作品概要
物語は11月から約1か月間を中心に話が進む。物語はどの女の子を選ぶだけではなく、その女の子にあった選択肢を選ばないとすぐにバッドエンドになる。また、最後の選択肢を間違えた場合その女の子特有のバッドエンドに進み、またトゥルーエンドに進んでも救われない話がある。

## ストーリー
丘の上の大きなモミの木。雪の日にその大木に本当に叶えたい願いがあれば、何かを引き換えに願いを叶えてくれると言う昔話がある。
主人公、長谷川秋臣は幼い頃、妹の菜乃と一緒に自分達の飼っていた兎を生き返らせようと強く願った。だが、その願いが叶わず、昔話はインチキだと考えてしまう。
時は流れ、秋臣は菜乃と二人で暮らし、普通の学園生活を送っていた。そして2年目の冬、学園に藤見雪那が転校してきたところから物語が始まる。

## 登場人物
長谷川秋臣（はせがわ あきおみ）
本編の主人公。十坂学園の普通科の2年生。父親が植物学者、母親は雑誌の編集者で現在は二人ともブラジルに行っており、義理の妹の菜乃と二人で生活している。バイクに詳しく自分でもバイトして中型自動二輪を買っている。
藤見雪那（ふじみ せつな）
声：翠花華
この学園の転校生で、10年前の夏に秋臣たちと一緒に遊んだことがあり、秋臣にまた会うために引っ越してきた。裕福な家庭のお嬢様。振舞い方もお嬢様っぽいが、少し短気でわがままだったりする。
長谷川菜乃（はせがわ なの）
声：桃井ももこ
秋臣の義理の妹。子供のころから一緒に生活しており秋臣のことを慕っている。だが、自分が本当の妹じゃないことを気にしており、そのことをいつも不安に思っている。朝は必ず寝坊し、家事も苦手（掃除と洗濯は最近ましになった）、頭も悪いため「史上最大に使えない妹」と言う烙印を押されている。変なマイブームや癖が多い。好物はメロンパン。上級生だが摩尋と友人。
淳一からは「菜乃助」と呼ばれている。
青嶋摩尋（あおしま まひろ）
声：日下千鶴
秋臣と同じクラスの女の子。実家が極道の家の為、他の人間とは一歩離れた付き合い方をしており、友人も少ない。だが、秋臣と菜乃のみ普通に接し、淳一とは馬鹿呼ばわりするがそれなりに付き合っている。
今井由紀（いまい ゆき）
声：乃田あす実
秋臣が停めておいたバイクにぶつかったことがきっかけで出会う女の子。盲目で杖を突いて歩いている。自分が身体障害者であることで周りの人に気を遣われることを嫌う。
蓮田弘美（はすだ ひろみ）
声：西田こむぎ
この学園の転勤してきた先生。担当は歴史。一見真面目そうに見えるが、かなり適当な性格。
人生に退屈してると言う意味深な台詞を残している。
永田淳一（ながた じゅんいち）
主人公の友人。気さくでおちゃらけた性格。だが、たまに真面目なことを言う。女の子好きだが、秋臣の妹の菜乃は手を出さない。彼もバイクを持っており、秋臣にバイクのことで色々と相談することもある。
姉がいて、苦手意識を持っている。

## スタッフ
- プロデューサー：kira
- ディレクター：目黒八雲
- 原画：フミオ
- シナリオ：藤崎竜太/ヤマグチノボル
- 音楽：clip

## 主題歌
「あなたの季節」
作詞：赤見幸重 / 作曲：k-wandam / 編曲：clip / 歌：柚木まき